# Bergneustadt
Bergneustadt – miasto w Niemczech, w kraju związkowym Nadrenia Północna-Westfalia, w rejencji Kolonia, w powiecie Oberberg. W 2010 roku miasto liczyło 19 584 mieszkańców.